# 松屋うの
松屋 うの（まつや うの、1月18日 - ）は、日本の元女子プロレスラー。新潟県新潟市出身。

## 所属
- アイスリボン（2016年 - 2021年 ）

## 経歴
2015年
- DDTプロレスリングが開講しているプロレス教室に通い[1]、その後アイスリボンのプロレスサークルへ参加しプロレスサークルの興行にも「小日向あゆみ」のリングネームで出場[2]。後に練習生となる[3]。練習生時代の名前は「宇野（仮）」。

2016年
- 6月4日、道場マッチでのvs長崎まる子戦で初エキシビジョン。両者ノーポイント。
- 6月11日、道場マッチにて星ハム子とエキシビジョン。両者ノーポイント。
- 6月18日、道場マッチにてつくしとエキシビジョン。両者ノーポイント。この試合後、6月25日のアイスリボン北沢タウンホール大会でのデビューが決定。好物が牛丼で、過去に松屋でバイト経験もあるということからリングネームが「松屋うの」となる事が発表される[4]。
- 6月25日、北沢タウンホール大会にて星ハム子＆テキーラ沙弥戦でデビュー（パートナーは柊くるみ）。ハム子のダイビング・ボディプレスに敗れる。
- 8月13日、道場マッチにて藤本つかさの持つICE×∞王座に挑戦するも敗北。
- 8月14日、両国KFCホール大会にて同期のテキーラ沙弥とシングルで対戦。丸め込みの連続で勝利。デビュー後初勝利となる。

2017年
- 9月23日、アイスリボン横浜大会「横浜リボン2017・秋」にてインターナショナルリボンタッグ王座決定トーナメントにテキーラ沙弥とのタッグ「chuの上ズッ」で出場。一回戦で星ハム子＆宮城もちの「らぶりーぶっちゃーず」と対戦し敗北、準決勝進出ならず。
- 11月23日、アイスリボン横浜大会「横浜リボン2017・Nov.」にてヤングアイストーナメントに出場。一回戦で華DATEと対戦して勝利し、準決勝進出を果たす。[5]
- 12月24日、アイスリボン両国KFCホール大会、ヤングアイストーナメント準決勝で直DATEと対戦し敗北。決勝戦進出ならず。

2018年
- 1月14日、柔術の大会「COPA LAS CONCHAS TOKYO 2018」にて女子白帯フェザー級2位、女子白帯無差別級1位の成績を収める。
- 3月4日、柔術の大会「WHITE RIOT 2018」にて女子アダルト白帯フェザー級準優勝、女子アダルト白帯オープンクラス準優勝の成績を収める。
- 3月25日、アイスリボン後楽園ホール大会「アイスリボンマーチ2018」で「6人タッグかしましトーナメント」にテキーラ沙弥、トトロさつきとの「Chu♥トロ！」で出場。トーナメント1回戦で尾崎妹加、安納サオリ、本間多恵の「MAT」と対戦して敗北、準決勝進出ならず。
- 5月1日、アイスリボン横浜大会「横浜リボン2018GWⅠ」でテキーラ沙弥とのタッグで世羅りさ&雪妃真矢の持つインターナショナルリボンタッグ王座に挑戦するも敗北。王座獲得ならず。
- 11月3日、アイスリボン大阪大会「大阪リボン2018Ⅲ」でICE×∞次期挑戦者決定トーナメントに出場し1回戦でテキーラ沙弥と対戦するが敗北。2回戦進出ならず。
- 11月24日、アイスリボン横浜大会「横浜リボン2018・NoV.」にてトライアングルリボン王座に挑戦。藤田あかね（王者）、趙雲子龍（推薦者）と対戦するも敗北、王座獲得ならず。
- 11月25日、柔術の大会「LASCON GAMES 2018」にて女子白帯ライト級2位、女子白帯無差別級1位の成績を収める。
- 12月9日、アイスリボン両国KFCホール大会にてトライアングルリボン王座に挑戦。趙雲子龍（王者）、松本都（推薦者）と対戦するがノーコンテストになり王座は移動せず。
- 12月31日、アイスリボン後楽園ホール大会「RIBBONMANIA2018」にてトライアングルリボン王座に挑戦。趙雲子龍（王者）、松本都（推薦者）と対戦するが試合の流れでレフェリーのバニー及川にベルトが移動。王座獲得ならず。

2019年
- 1月20日、新潟市黒埼市民会館で行われた「新潟プロレス＆大日本プロレス提携5周年記念大会」に参戦した。プロレスラーになってから初めての地元への凱旋となった。
- 5月18日、アイスリボン道場マッチ961で「絆トーナメント」に雪妃真矢との「雪と墨」で出場。トーナメント1回戦で世羅りさ、鈴季すずの「二輪走」と対戦し敗北。1回戦敗退となった。
- 6月1日、アイスリボン道場マッチ964で雪妃真矢の持つトライアングルリボン王座に挑戦（もうひとりは星ハム子）。結果は敗北となり王座獲得はできなかった。
- 8月11日、アイスリボン新潟大会「新潟リボン」でICEx∞王座決定トーナメント1回戦に出場。自身の希望で柊くるみと対戦したが敗北。2回戦進出はならなかった。
- 9月14日、アイスリボン横浜文化体育館大会Ⅲにてトライアングルリボン王座に挑戦(パートナーは黒潮"イケメン"二郎と安藤あいか)。(王者)松本都＆葛西純 、 鈴木秀樹＆ラム会長と対戦し勝利。王座獲得に成功した。
- 10月27日、アイスリボン平塚大会「湘南リボン」においてトライアングルリボン選手権で本間多恵、ラム会長と対戦し勝利。トライアングルリボン王者として初防衛を成功させた。
- 11月23日、アイスリボン横浜大会「横浜リボン2019・Nov.」においてトライアングルリボン選手権でバニー及川、チェリーと対戦し勝利。2度めの王座防衛を成功させた。
- 12月1日、アイスリボン1010 in SKIPシティにおいてトライアングルリボン選手権でテキーラ沙弥、本間多恵と対戦し敗北。3度めの王座防衛に失敗した。
- 12月18日、P'sParty 第40戦でトライアングルリボン選手権をテキーラ沙弥、トトロさつきと行ったがテキーラ沙弥にトトロさつきがピンフォールされたため敗北。王座獲得ならず。

2020年
- 1月4日、アイスリボン横浜大会「新春横浜リボン2020」で朱里の呼びかけに応えてユニットとして活動をすることになった。
- 1月26日、アイスリボン名古屋大会「名古屋リボン2020」で本間多恵の持つトライアングルリボン王座に挑戦（もう一人は青野未来）。自身が本間の腕十字にギブアップをした為王座獲得はならなかった。また、試合後に朱里とのユニット「Joint army」に本間が合流することになった。
- 5月2日、アイスリボン道場マッチ1038でIW19王者決定トーナメントに出場。Bブロック1回戦で雪妃真矢と対戦し敗北。準決勝進出はできなかった。
- 7月12日、アイスリボン大阪豊中大会「アイスリボン1051 in 176BOX」でテクラの持つWUWワールドアンダーグランドレスリング女子王座に挑戦しギブアップ負けとなった。
- 10月18日、アイスリボン大阪豊中大会「アイスリボン1076 in 176BOX」で世羅りさの持つFantastICE王座に挑戦。結果は竹串ボード上での逆エビ固めにギブアップ負けとなった。

2021年
- 1月23日、アイスリボン後楽園大会「アイスリボン～冬物語～」でラム会長の持つトライアングルリボン王座に挑戦（もう一人はチェリー）。自身がラム会長フォールを取られたため王座獲得はならなかった。
- 2月20日、アイスリボン後楽園大会「RE:BORN2021」でチェリーとのタッグで尾崎妹加&雪妃真矢の持つインターナショナルリボンタッグ王座に挑戦するも敗北。王座獲得ならず。
- 3月27日、アイスリボン後楽園大会「アイスリボンマーチ2021」でラム会長の持つトライアングルリボン王座に挑戦（もう一人は星いぶき）。自身がラム会長からギブアップを取って勝利。第39代王座戴冠となった。
- 4月24日、アイスリボン後楽園大会「春は短し戦え乙女」においてトライアングルリボン選手権で本間多恵、チェリーと対戦し勝利。第39代トライアングルリボン王者として初防衛を成功させた。
- 5月3日、アイスリボン横浜大会「横浜リボン2021GW I」においてトライアングルリボン選手権でテクラ、星いぶきと対戦し敗北。2度めの王座防衛に失敗した。
- 6月27日、アイスリボン後楽園大会「雨のち、リボン～さよなら俺たちの松屋うの～」でプロレスラーを引退した。

## 得意技
- スクールボーイ
- 松屋スパーク

連続で繰り出すスクールボーイ。
- セイバーチョップ

トップロープ等からの脳天チョップ。
- 123プレス
- カツ丼

相手を肩に担ぎ、横に投げつつ顔面から落とす
- 牛とじ

相手の正面から股をくぐりつつ足をすくって倒し、相手の足を掴んだまま横回転してエビ固めに抑え込む
- アンクルホールド
- 特盛クラッチ

立った状態の相手の右腕を自身の左脚で絡め取り前傾姿勢にさせ、自身の右腕で相手の右脚を取って相手を後転させて丸め込む。
- スピア

- 腕ひしぎ十字固め
- 松屋スペシャル

- 獅子舞落とし

世羅りさの羅紗鋏と同型。世羅から伝授。

## 人物
- 牛丼が好物で松屋でのアルバイト経験もある。
- リングアナウンサーの千春曰く「松屋」は松浦亜弥の松浦と同じアクセントで「うの」は神田うののうのと同じアクセントである。
- ここ一番の試合では黒の柔術着で試合をすることがある。

## タイトル歴
- 第33代、第39代トライアングルリボン王座

## 入場曲
- 大惨事ぼっち戦争 / 絶叫する60度
- Near fall / Turkish Van